# Grupo localmente compacto
Um grupo localmente compacto, na matemática, é um grupo topológico G que é localmente compacto como um espaço topológico. Grupos localmente compactos são importantes pelo fato de possuírem medidas chamadas de medidas de Haar. Isto permite definir integrais de funções em G.
Vários dos resultados de grupos finitos numa representação de grupo são comprovados pela média sobre o grupo. Estas provas podem ser levadas para os grupos localmente compactos ao se substituir a média pela integral de Haar. O resultado teórico é uma parte central da análise harmônica. A teoria para grupos abelianos localmente compactos é descrita pela dualidade de Pontryagin, que é uma generalização da transformação de Fourier.[carece de fontes?]

## Propriedades
Por homogeneidade, compactamentos locais para um grupo topológico precisa apenas ter verificado a identidade. Isto é, um grupo G é localmente compacto se e somente se a identidade do elemento possuir um vizinho compacto. A isto segue que existe uma base local de vizinhos compactos em todos os pontos.
Todo subconjunto fechado de um grupo localmente compacto é localmente compacto. Reciprocamente, todo subgrupo localmente compacto de um grupo de Hausdorff é fechado.
Grupo topológico é sempre completamente regular como um espaço topológico. Grupos localmente compactos possuem a forte propriedade de serem normais.

## Exemplos e contraexemplos
- Qualquer grupo compacto é localmente compacto;
- Qualquer grupo discreto é localmente compacto. Portanto a teoria de grupos localmente compactos engloba a teoria de grupos comuns desde que qualquer grupo possa ser dado por uma topologia discreta.
- Grupos de lie, que são localmente euclideanos, são todos grupos localmente compactos.
- Um espaço vectorial topológico de Hausdorff é localmente compacto se e somente se ele possui finitas dimensões.
- O grupo aditivo de números racionais não é localmente compacto se for dado subespaço topológico como um subconjunto de números reais. É localmente compacto se for dada uma topologia discreta.
- O grupo aditivo de números p-ádicos {\displaystyle Q_{p}} é localmente compacto para qualquer número primo p.

## Leitura recomendada
- Folland, Gerald B. (1995). A Course in Abstract Harmonic Analysis (em inglês). [S.l.]: CRC Press. 978-0849384905
- Roger Godement (2004). Introduction à la théorie des groupes de Lie (em francês). [S.l.]: Springer. 305 páginas. 3540200347